# إيان ويتن
إيان ويتن هو عالم حاسوب في جامعة وايكاتو، نيوزيلاند. وهو مهندس معتمد من معهد مهندسو الكهرباء في لندن، تخرج من جامعة كامبريدج بدرجتي البكالوريوس والماجستير (مع مرتبة الشرف) في الرياضيات وعلوم الحاسب عام 1969، ثم حصل على درجة ماجستير العلوم من جامعة كالغاري، حيث كان طالبًا من الكومنولث عام 1970.  تحصّل بعد ذلك على الدكتوراه بعنوان Learning to Control عام 1976 من جامعة إسكس في إنجلترا. ويتن هو منشئ مساعد لخوارزمية سيكيتور والمنشئ الأصلي لحزمة برمجيات ويكا WEKA المتعلقة بالتنقيب في البيانات.
ويتن هو أحد زملاء مجتمع نيوزيلاندا الملكي كما منح ميدالية هيكتور التذكارية عام 2005.

## للاطلاع
- Data Mining: Practical Machine Learning Tools and Techniques. مورغان كوفمان. 20 يناير 2011. ISBN:978-0-12-374856-0. مؤرشف من الأصل في 2019-12-03.
- Web Dragons: Inside the Myths of Search Engine Technology. مورغان كوفمان. نوفمبر 2006. ISBN:978-0-12-370609-6. مؤرشف من الأصل في 2020-04-10.

## روابط خارجية
- http://www.cs.waikato.ac.nz/~ihw الصفحة الأكاديمية
- "If You've Got Data, Mine It Yourself: Ian Witten on Data Mining, Weka, and his MOOC". مؤرشف من الأصل في 2016-03-16.